# Arcidiocesi di Pamplona e Tudela

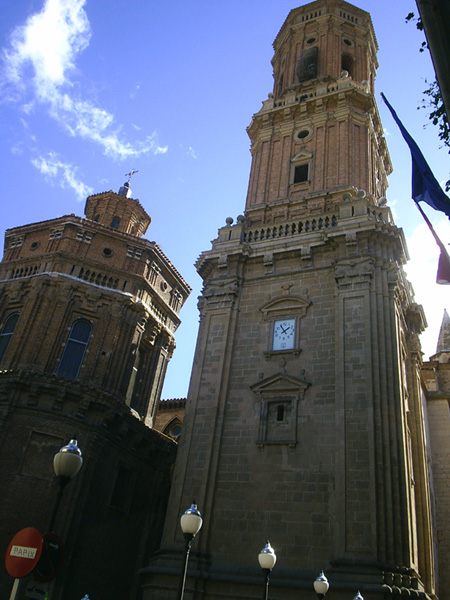
Cattedrale di Santa Maria della Solitudine di Tudela

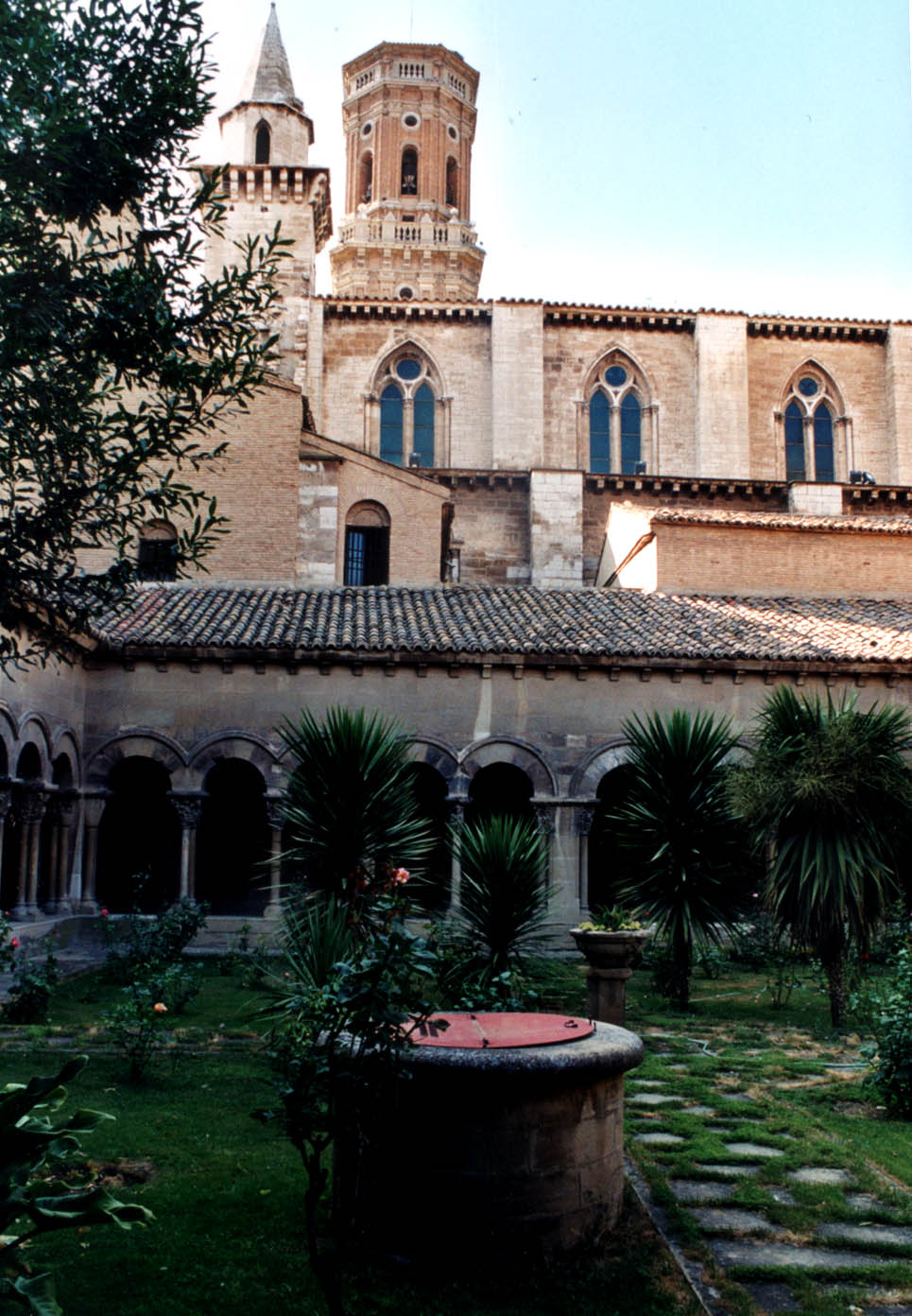
Cattedrale di Santa Maria della Solitudine di Tudela

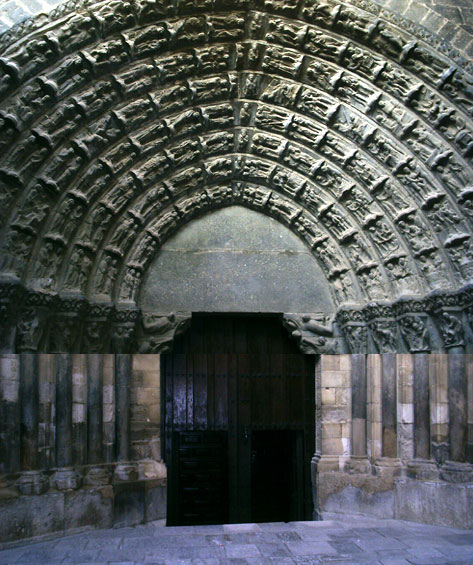
Cattedrale di Santa Maria della Solitudine di Tudela: la Porta del Giudizio

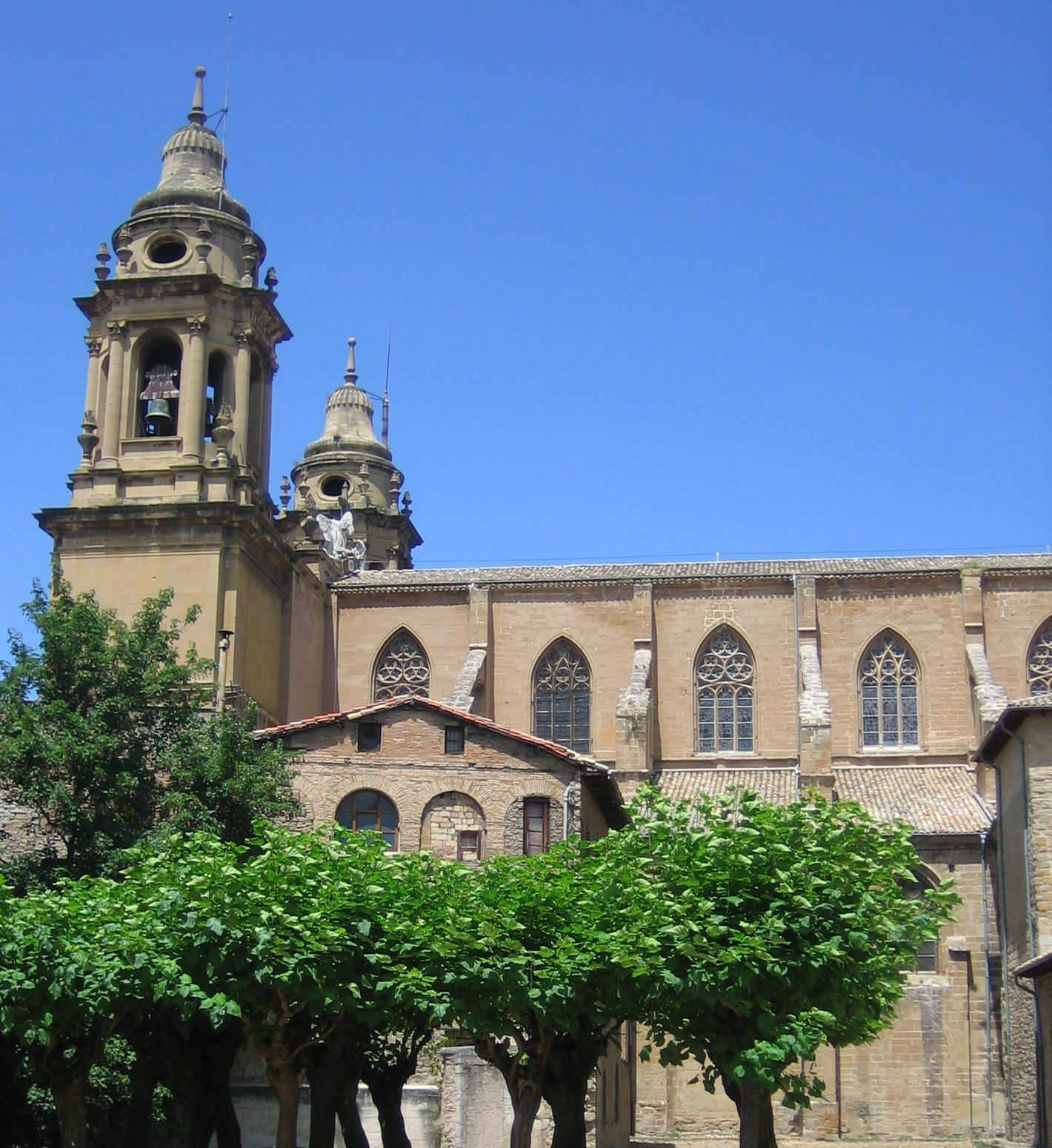
Veduta laterale della Cattedrale dell'Assunzione di Maria Vergine di Pamplona

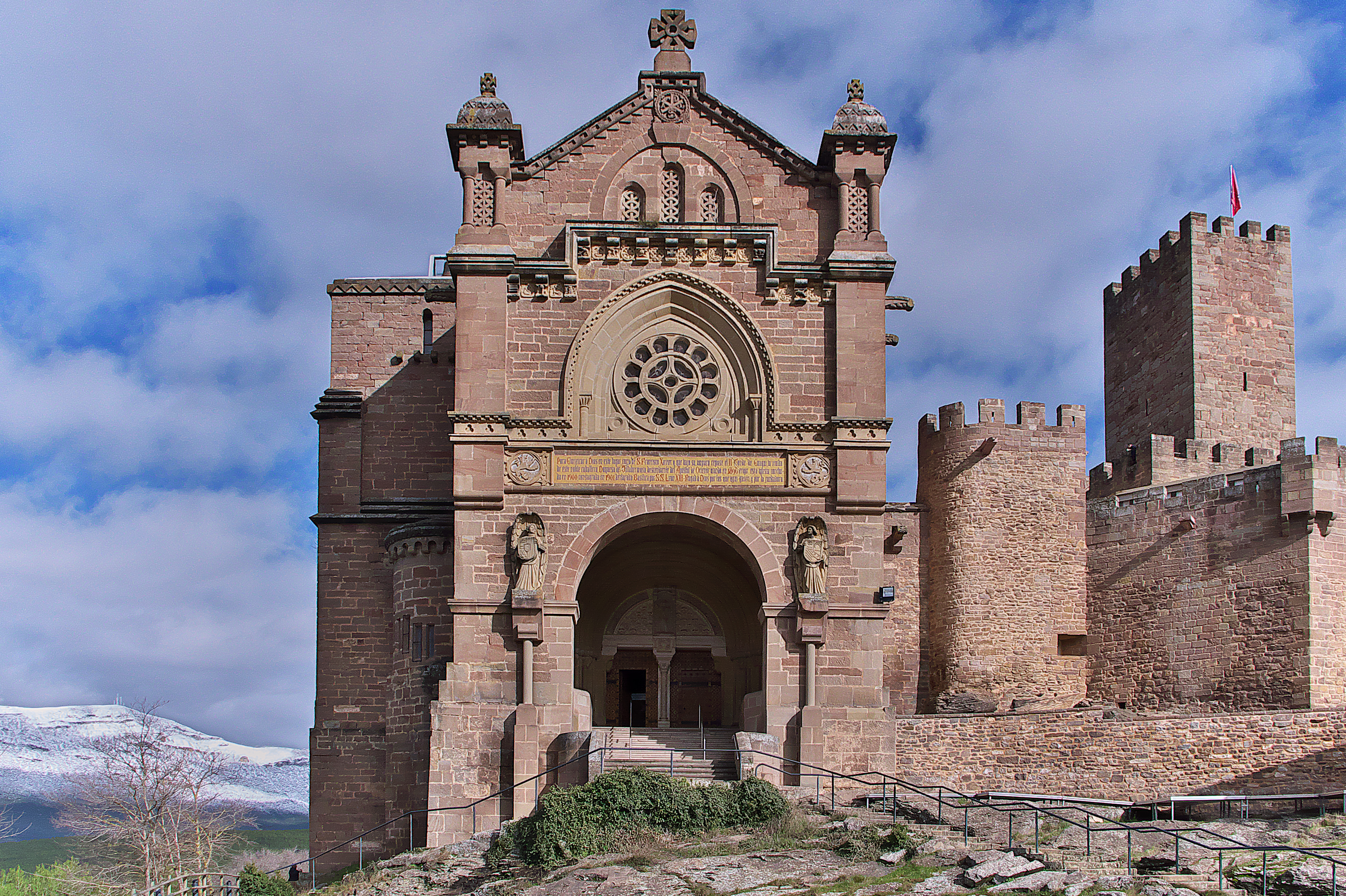
La basilica minore di San Francesco Saverio a Javier.

L'arcidiocesi di Pamplona e Tudela (in latino Archidioecesis Pampilonensis et Tudelensis) è una sede metropolitana della Chiesa cattolica in Spagna. Nel 2023 contava 657.900 battezzati su 664.117 abitanti. È retta dall'arcivescovo Florencio Roselló Avellanas, O. de M.

## Territorio
L'arcidiocesi comprende la comunità autonoma di Navarra.
Sede arcivescovile è la città di Pamplona, dove si trova la cattedrale dell'Assunzione di Maria Vergine (Catedral de la Asunción de Nuestra Señora). A Tudela si trova la cattedrale di Santa Maria della Solitudine (Catedral de María Santísima de la Soledad). A Javier sorge la basilica minore di San Francesco Saverio.
Il territorio si estende su 10.421 km² ed è suddiviso in 733 parrocchie.

### Provincia ecclesiastica
La provincia ecclesiastica di Pamplona, istituita nel 1956, comprende tre suffraganee:
- Diocesi di Calahorra e La Calzada-Logroño
- Diocesi di Jaca
- Diocesi di San Sebastián

## Storia
La diocesi di Pamplona fu eretta nel V secolo, anche se si ritiene che il primo vescovo della città sia stato san Firmino, verso la metà del III secolo. Il primo vescovo di cui si abbia storicamente notizia è invece Liliolo, che partecipò al Concilio di Toledo del 589. Originariamente era suffraganea dell'arcidiocesi di Tarragona.
A seguito dell'invasione musulmana dell'anno 711 si perdono le tracce dei vescovi di Pamplona, la cui successione riprende nell'anno 829, nello stesso periodo in cui si fecero i primi tentativi di stabilire il regno di Navarra.
Durante il Medioevo la Navarra è terra di passaggio per i pellegrini rivolti a Santiago di Compostela lungo il Cammino di Santiago. Il transito di pellegrini favorì la fioritura di alcuni monasteri (Leyre, Irache, Fitero, Iranzu e La Oliva).
Nel XIII secolo il regno di Navarra è suddiviso in sei diocesi, di cui quella di Pamplona era la più vasta, estendendosi anche fuori dei confini del regno.
Nel 1318 la diocesi entrò a far parte della provincia ecclesiastica dell'arcidiocesi di Saragozza, fino al 1574 quando divenne suffraganea dell'arcidiocesi di Burgos.
Nel 1566 la diocesi si estese per comprendere i territori spagnoli delle diocesi di Bayonne e Dax, in modo da sottrarre queste zone alle guerre di religione francesi.
La diocesi di Tudela fu eretta il 27 marzo 1783 con la bolla Ad universam agri di papa Pio VI. Originariamente era suffraganea dell'arcidiocesi di Burgos.
Nel 1785 la diocesi di Pamplona cedette la Valdonsella alla diocesi di Jaca.
In seguito al concordato, il 5 settembre 1851 con la bolla Ad vicariam di papa Pio IX la sede di Tudela fu soppressa ed unita alla diocesi di Pamplona, che contestualmente ritornò ad essere suffraganea dell'arcidiocesi di Saragozza.
L'8 settembre 1861 cedette una porzione del suo territorio a vantaggio dell'erezione della diocesi di Vitoria.
Dal 17 luglio 1889 al 2 settembre 1955 la diocesi di Tudela fu data in amministrazione ai vescovi di Tarazona. Il 2 settembre 1955, in forza del decreto Initis inter della Congregazione Concistoriale, Tudela ritornò ad essere amministrata dai vescovi di Pamplona.
Con lo stesso decreto furono rivisti i confini della diocesi per farli coincidere con quelli della provincia civile, in applicazione del concordato tra la Santa Sede e il governo spagnolo del 1953. La diocesi di Pamplona si ampliò con 13 parrocchie appartenute alla diocesi di Tarazona e 1 all'arcidiocesi di Saragozza, e con gli arcipresbiterati di Viana e di Amescoas sottratti alla diocesi di Calahorra e La Calzada.
L'11 agosto 1956 Pamplona fu elevata al rango di arcidiocesi metropolitana con la bolla Decessorum Nostrorum di papa Pio XII; la stessa bolla stabilì il passaggio di Tudela dalla provincia ecclesiastica di Saragozza alla nuova provincia di Pamplona.
Il 6 febbraio 1961, in forza di un altro decreto dal titolo Initis inter, furono apportate lievi modifiche territoriali con la diocesi di Bayonne in Francia, per far coincidere i confini delle due sedi con il confine di stato.
L'11 agosto 1984 per effetto della bolla Supremam exercentes di papa Giovanni Paolo II la diocesi di Tudela fu ristabilita ed unita aeque principaliter all'arcidiocesi di Pamplona: gli arcivescovi di questa sede hanno il titolo di arcivescovo di Pamplona e vescovo di Tudela.

## Cronotassi dei vescovi
Si omettono i periodi di sede vacante non superiori ai 2 anni o non storicamente accertati.

### Vescovi di Tudela
- Francisco Ramón Larumbre † (25 giugno 1784 - 1º settembre 1796 deceduto)
- Simón Casaviella López † (24 luglio 1797 - 30 marzo 1816 deceduto)
- Juan Raimundo Santos Larumbe y Larrayoz † (14 aprile 1817 - 3 ottobre 1818 deceduto)
- Ramón María de Azpeitia y Sáenz de Santamaria † (1º marzo 1819 - 31 gennaio 1844 deceduto)
  - Sede vacante (1844-1851)
  - Sede soppressa (1851-1889)
  - Sede in amministrazione ai vescovi di Tarazona (1889-1955)
  - Sede in amministrazione ai vescovi di Pamplona (1955-1984)
  - Sede unita aeque principaliter a Pamplona (dal 1984)

### Vescovi di Pamplona
- San Firmino † (III secolo)
- Liliolo † (prima del 589 - dopo il 592)[7]
- Giovanni † (menzionato nel 610)[7]
- Attila (Atilanus) † (menzionato nel 683)[7]
- Marciano † (menzionato nel 693)[7]
- Opilano † (menzionato nell'829)
- Wilesindo † (848 - 860)
- Jimeno † (876 - 914)
- Basilio † (918 - 922)
- Galindo † (922 - 928)
- Valentín † (928 - 947)
- Blasco † (prima del 971 - dopo il 972)
- Bibas † (menzionato nel 979)
- Julián † (983 - 985)
- Sisebuto † (981 - 997)
- Eximeno I † (menzionato il 20 febbraio 1005)
- Sancho "El Mayor" † (1015 - 26 marzo 1024 deceduto)
- Eximeno II † (? - dopo il 17 dicembre 1024)
- Sancho "El Menor" † (21 aprile 1025 - 1050)
- Juan II † (1050 - 1068)
- Blasco II † (1070 - 1076)
- García Ramírez † (1078 - 1083)
- Pedro de Roquez o de Anduque † (1084 - 9 ottobre 1115 deceduto)
- Guillermo † (1115 - 6 febbraio 1121 deceduto)
- Sancho de Larrosa † (aprile 1121 - 11 settembre 1142 deceduto)
- Lope de Artajona † (1142 - 1159)
  - Sancho † (1160 - 1163) (scisma interno)
  - Pedro Compostelano † (1162 - 1163 deposto) (scisma interno)
  - Raimundo † (? - 1163 deposto) (scisma interno)
- Bibiano † (1164 - 19 dicembre 1166 deceduto)
- Pedro de Paris † (aprile 1167 - 13 giugno 1193 deceduto)
  - Martín † (1193 - 14 luglio 1194 deceduto) (vescovo eletto)[8]
- García Fernández † (prima di settembre 1194 - 16 maggio 1205 deceduto)[8]
- Juan de Tarazona † (prima di dicembre 1205 - 23 settembre 1211 deceduto)[8]
- Espárago de la Barca † (prima del 12 giugno 1212 - 23 febbraio 1215 nominato arcivescovo di Tarragona)[8]
- Guillermo de Santonge † (prima di marzo 1215 - 22 agosto 1219 deceduto)[8]
- Remiro de Navarra † (prima di febbraio 1220 - 22 gennaio 1228 deceduto)[8]
- Pedro Ramírez de Piedrola † (luglio 1230 - 5 ottobre 1238 deceduto)[8]
  - Sede vacante (1238-1241)
- Pedro Ximénez de Gazólaz † (seconda metà del 1241 - 28 ottobre 1266 deceduto)[8]
- Armingot † (15 marzo 1268 - 8 maggio 1277 deceduto)[8]
- Miguel Sánchez de Uncastillo † (28 agosto 1277 - 29 gennaio 1287 deceduto)[8]
- Miguel Periz de Legaria † (29 luglio 1288 - 30 ottobre 1304 deceduto)[8]
  - Sede vacante (1304-1310)
- Arnalt de Puyana † (11 febbraio 1310 - 15 dicembre 1316 deceduto)[9]
- Guillaume Mechín † (22 dicembre 1316 - 2 marzo 1317 nominato vescovo di Troyes)
- Raoul Rousselet † (2 marzo 1317 - 18 giugno 1317 nominato vescovo di Laon)[9]
  - Michel de Mauconduit † (1317) (vescovo eletto)[9]
  - Semen García de Asiaín † (1317 - 2 dicembre 1317 deceduto) (vescovo eletto)
- Arnaud de Barbazán, O.S.A. † (12 gennaio 1318 - 6 novembre 1355 deceduto)[9]
- Pierre de Monteruc † (20 novembre 1355 - 23 dicembre 1356 dimesso)[10]
- Miguel Sánchiz de Asiaín † (prima del 5 maggio 1356 eletto - gennaio 1364 deceduto)[9]
- Bernardo Folcaut † (24 gennaio 1364 - 7 giugno 1377 deceduto)
- Martín de Zalba † (16 dicembre 1377 - 21 luglio 1390 creato cardinale)
  - Martín de Zalba † (21 luglio 1390 - 28 ottobre 1403 deceduto) (amministratore apostolico)
  - Miguel de Zalba † (22 maggio 1404 - 24 agosto 1406 deceduto) (amministratore apostolico)
  - Sede vacante (1406-1420)
- Sancho Sánchiz de Oteiza † (27 marzo 1420 - 15 agosto 1425 deceduto)
- Martín de Peralta II † (22 maggio 1426 - 12 aprile 1456 deceduto)
  - Basilio Bessarione † (26 luglio 1458 - 1462 dimesso) (amministratore apostolico)
- Nicolás de Echávarri † (18 maggio 1462 - 23 novembre 1469 deceduto)
  - Sede vacante (1469-1473)
- Alfonso Carrillo † (25 ottobre 1473 - 10 settembre 1491 deceduto)
- Cesare Borgia † (12 settembre 1491 - 31 agosto 1492 nominato arcivescovo di Valencia)
  - Antonio Pallavicini Gentili † (31 agosto 1492 - 11 settembre 1507 deceduto)  (amministratore apostolico)
  - Fazio Giovanni Santori † (17 settembre 1507 - 22 marzo 1510 deceduto) (amministratore apostolico)
  - Amanieu d'Albret † (13 maggio 1510 - 1512 dimesso) (amministratore apostolico)
  - Giovanni Ruffo de Theodoli † (1512 - 1517 dimesso) (amministratore apostolico)
  - Amanieu d'Albret † (1517 - 20 dicembre 1520 deceduto) (amministratore apostolico, per la seconda volta)
  - Alessandro Cesarini † (27 dicembre 1520 - maggio 1538 dimesso) (amministratore apostolico)
- Juan Reina † (5 giugno 1538 - 18 gennaio 1539 deceduto)
- Pedro Pacheco Ladrón de Guevara † (21 maggio 1539 - 9 gennaio 1545 nominato vescovo di Jaén)
- Antonio de Fonseca, O.S.A. † (9 gennaio 1545 - 27 giugno 1550 dimesso)
- Álvaro Moscoso † (27 giugno 1550 - 2 giugno 1561 nominato vescovo di Zamora)
- Diego Ramírez Sedeño de Fuenleal † (13 giugno 1561 - 27 gennaio 1573 deceduto)
- Antonio Manrique Valencia † (28 febbraio 1575 - 19 dicembre 1577 deceduto)
- Pedro de Lafuente † (5 maggio 1578 - 13 agosto 1587 deceduto)
- Bernardo Sandoval Rojas † (16 marzo 1588 - 29 aprile 1596 nominato vescovo di Jaén)
- Antonio Zapata y Cisneros † (13 maggio 1596 - 11 settembre 1600 nominato arcivescovo di Burgos)
- Mateo Burgos Moraleja, O.F.M. † (25 settembre 1600 - 16 gennaio 1606 nominato vescovo di Sigüenza)
- Antonio Benegas Figueroa † (30 gennaio 1606 - 10 ottobre 1610 nominato vescovo di Sigüenza)
- Prudencio Sandobal, O.S.B. † (27 febbraio 1612 - 12 marzo 1620 deceduto)
- Francisco Hurtado de Mendoza y Ribera † (17 marzo 1621 - 14 novembre 1622 nominato vescovo di Malaga)
- Cristóbal Lobera Torres † (6 marzo 1623 - 19 febbraio 1625 nominato vescovo di Cordova)
- José González Díez, O.P. † (28 luglio 1625 - 17 maggio 1627 nominato arcivescovo di Santiago di Compostela)
- Pedro Fernández Zorrilla † (14 giugno 1627 - 11 agosto 1637 deceduto)
- Juan Queipo de Llano Flores † (10 gennaio 1639 - 18 febbraio 1647 nominato vescovo di Jaén)
- Juan Piñeiro Osorio † (21 ottobre 1647 - ? deceduto)
- Francisco Díaz Alarcón y Covarrubias † (6 luglio 1648 - 24 settembre 1657 nominato vescovo di Cordova)
- Diego de Tejada y la Guardia † (6 maggio 1658 - 26 novembre 1663 nominato arcivescovo di Burgos)[11]
- Andrés Girón † (28 aprile 1664 - 2 giugno 1670 nominato arcivescovo di Santiago di Compostela)
- Pedro Roche Noguera, O.F.M. † (22 dicembre 1670 - 10 febbraio 1683 deceduto)[12]
- Juan Grande Santos de San Pedro † (15 novembre 1683 - 15 ottobre 1692 nominato vescovo di Sigüenza)[13]
- Toribio de Mier † (2 gennaio 1693 - 9 dicembre 1698 deceduto)
- Juan Iñíguez Arnedo † (10 maggio 1700 - 14 febbraio 1710 deceduto)
- Pedro Aguado, C.R.M. † (22 maggio 1713 - 19 aprile 1716 deceduto)
- Juan Camargo Angulo † (5 ottobre 1716 - 20 marzo 1725 dimesso)
- Andrés Murillo Velarde † (21 marzo 1725 - 6 novembre 1728 deceduto)
- Melchor Angel Gutiérrez Vallejo † (28 marzo 1729 - 9 dicembre 1734 deceduto)
- Francisco Ignacio Añoa Busto † (19 dicembre 1735 - 24 settembre 1742 nominato arcivescovo di Saragozza)
- Gaspar Miranda Argáiz † (24 settembre 1742 - 11 dicembre 1767 deceduto)
- Juan Lorenzo Irigoyen Dutari † (20 giugno 1768 - 21 marzo 1778 deceduto)
- Agustín Lezo Palomeque † (13 dicembre 1779 - 15 dicembre 1783 nominato arcivescovo di Saragozza)
- Esteban Antonio Aguado Rojas † (11 aprile 1785 - 20 febbraio 1795 deceduto)
- Lorenzo Igual Soria † (22 settembre 1795 - 16 maggio 1803 nominato vescovo di Plasencia)
- Veremundo Anselmo Arias Teixeiro † (26 marzo 1804 - 19 dicembre 1814 nominato arcivescovo di Valencia)
- Joaquín Javier Uriz Lasaga † (4 settembre 1815 - 17 agosto 1829 deceduto)
- Severo Leonardo Andriani Escofet † (15 marzo 1830 - 24 settembre 1861 deceduto)
- Pedro Cirilo Uriz Labayru † (23 dicembre 1861 - 7 agosto 1870 deceduto)
  - Sede vacante (1870-1875)
- José Oliver y Hurtado † (23 settembre 1875 - 29 maggio 1886 dimesso)
- Antonio Ruiz-Cabal y Rodríguez † (10 giugno 1886 - 11 novembre 1899 dimesso[14])
- José López Mendoza y García, O.S.A. † (14 dicembre 1899 - 31 gennaio 1923 deceduto)
- Mateo Múgica y Urrestarazu † (26 ottobre 1923 - 10 marzo 1928 nominato vescovo di Vitoria)
- Tomás Muñiz Pablos † (10 marzo 1928 - 13 agosto 1935 nominato arcivescovo di Santiago di Compostela)
- Marcelino Olaechea Loizaga, S.D.B. † (23 agosto 1935 - 17 febbraio 1946 nominato arcivescovo di Valencia)
- Enrique Delgado y Gómez † (26 ottobre 1946 - 23 luglio 1968 ritirato[15])
- Arturo Tabera Araoz, C.M.F. † (23 luglio 1968 - 4 dicembre 1971 dimesso)
- José Méndez Asensio † (3 dicembre 1971 - 31 gennaio 1978 nominato arcivescovo di Granada)
- José María Cirarda Lachiondo † (31 gennaio 1978 - 11 agosto 1984 nominato arcivescovo di Pamplona e vescovo di Tudela)

### Arcivescovi di Pamplona e vescovi di Tudela
- José María Cirarda Lachiondo † (11 agosto 1984 - 26 marzo 1993 ritirato)
- Fernando Sebastián Aguilar, C.M.F. † (26 marzo 1993 - 31 luglio 2007 ritirato)
- Francisco Pérez González (31 luglio 2007 - 9 novembre 2023 ritirato)
- Florencio Roselló Avellanas, O. de M., dal 9 novembre 2023

## Statistiche
L'arcidiocesi nel 2023 su una popolazione di 664.117 persone contava 657.900 battezzati, corrispondenti al 99,1% del totale.
| anno | popolazione | popolazione | popolazione | presbiteri | presbiteri | presbiteri | presbiteri                | diaconi | religiosi | religiosi | parrocchie |
| anno | battezzati  | totale      | %           | numero     | secolari   | regolari   | battezzati per presbitero | diaconi | uomini    | donne     | parrocchie |
| ---- | ----------- | ----------- | ----------- | ---------- | ---------- | ---------- | ------------------------- | ------- | --------- | --------- | ---------- |
| 1950 | 297.797     | 297.797     | 100,0       | 1.154      | 892        | 262        | 258                       |         | 968       | 2.079     | 563        |
| 1970 | 410.000     | 410.528     | 99,9        | 1.362      | 898        | 464        | 301                       |         | 1.027     | 2.805     | 628        |
| 1980 | 489.000     | 510.050     | 95,9        | 1.208      | 782        | 426        | 404                       |         | 474       | 3.010     | 635        |
| 1990 | 512.972     | 523.977     | 97,9        | 1.019      | 628        | 391        | 503                       |         | 668       | 2.264     | 686        |
| 1999 | 529.006     | 530.819     | 99,7        | 977        | 542        | 435        | 541                       |         | 673       | 2.542     | 731        |
| 2000 | 529.786     | 530.819     | 99,8        | 949        | 536        | 413        | 558                       |         | 571       | 2.351     | 738        |
| 2001 | 536.983     | 538.009     | 99,8        | 927        | 541        | 386        | 579                       |         | 568       | 2.241     | 738        |
| 2002 | 538.711     | 543.757     | 99,1        | 973        | 511        | 462        | 553                       |         | 668       | 2.268     | 738        |
| 2003 | 563.932     | 569.628     | 99,0        | 908        | 496        | 412        | 621                       |         | 536       | 2.128     | 738        |
| 2004 | 573.386     | 578.210     | 99,2        | 779        | 502        | 277        | 736                       |         | 454       | 2.053     | 739        |
| 2013 | 637.479     | 644.566     | 98,9        | 618        | 395        | 223        | 1.031                     | 3       | 307       | 1.693     | 734        |
| 2016 | 634.800     | 639.700     | 99,2        | 651        | 381        | 270        | 975                       | 3       | 379       | 1.572     | 737        |
| 2019 | 647.152     | 653.846     | 99,0        | 631        | 341        | 290        | 1.025                     | 3       | 429       | 1.529     | 736        |
| 2021 | 655.000     | 661.197     | 99,1        | 584        | 315        | 269        | 1.121                     | 3       | 405       | 1.354     | 733        |
| 2023 | 657.900     | 664.117     | 99,1        | 535        | 287        | 248        | 1.229                     | 3       | 390       | 1.171     | 733        |